# أغنية هادئة (رواية)
أغنية هادئة (بالفرنسية: Chanson douce)‏ هي الرواية الثانية للكاتبة ليلى السليماني صدرت في عام 2016 عن دار غاليمار. حصلت الرواية على جائزة غونكور لعام 2016. تعد هذه الرواية العمل الثاني لليلى السليماني بعد رواية في حديقة الغول التي صدرت في عام 2014. اعتبرت الرواية الأكثر قراءة في فرنسا سنة 2016، حيث طبعت منها 450000 نسخة، وترجمت إلى 40 لغة.

## ملخص
تتناول الرواية قصة مربية أرملة إسمها «لويز» قامت بقتل طفلين، ميلا وأدم، كان قد عهد إليها الاهتمام بهما من طرف زوجين باريسيين. استوحت ليلى السليماني إلى حد كبير روايتها من قضية المربية القاتلة يوسلين أورتيغا، وهي قضية مأساوية وقعت في نيويورك سنة 2012 عندما قتلت مربية تدعى يوسلين أورتيغا طفلين هما ليو البالغ من العمر سنتين وشقيقته لوسيا ذات الست سنوات.

## الموضوع
تتناول الرواية بشكل عام شخصية الأم ومفهوم الأمومة الذي يعبر عنه عنوان الرواية الذي يوحي إلى التهويدة التي تغنيها الأم للطفل. تجسد مريم ولويس شخصيتين مختلفتين من الأمومة، ترتبطان بتاريخ المرأة التي ارتبط دورها ووظيفتها الأساسية بالإنجاب. لقد ولدت المرأة وتطورت بهدف إنجاب الأطفال وإطعامهم ورعايتهم وتعليمهم لأطول فترة ممكنة، لذلك تملي الأعراف المجتمعية أن كون المرأة امرأة فهذا يعني أنها يجب أن تكون في نفس الوقت أمًا، مما يسمح للرجال والمجتمع بخلق علاقة هيمنة عليها.
أصبح جسد لويز غير مرئي، سواء بسبب حالتها كامرأة أو كمربية أطفال. لقد سمحت التقاليد للفاعلين الاجتماعيين بالاستيلاء على أجساد النساء والأطفال، وهو الموضوع الذي ركزت عليه الرواية، فقد تم تحويل بطلتها لويس إلى شخصية بلا جسد أمام الزوجين البرجوازيين، سواء من خلال مستواها الاجتماعي أو من خلال حقيقة أنها ليست هي التي أنجبت الأطفال الذين تعتني بهم. إنها ليست أمًا بيولوجية ولا امرأة برجوازية، جسدها محروم لأنه ليس أموميًا، ولذلك تتناول الرواية هذا التصنيف للمرأة كأم، من خلال شخصية لويس التي تجد نفسها في نفس الوقت، ووفقا للدور الذي يمنحه المجتمع للمرأة، أم زوجة ربة منزل. [بحاجة لمصدر]

## الاستقبال والنقد والمبيعات
لاقت رواية أغنية هادئة مباشرة بعد صدورها، استقبالا كبيرا واستحسانا من طرف النقاد والمتخصصين، فبالنسبة لنيكولا كارو الصحفي والكاتب والمؤلف الفرنسي المتخصص في الأدب والثقافة العامل في إذاعة "أوروبا 1" الفرنسية، فقد وصف الرواية بأنها "رواية رائعة"، أما مجلة ليكسبريس، فاعتبرتها "كتابا عنيدا يتحدث عن علاقات الهيمنة والبؤس الاجتماعي". مجلة "تيلي راما" الثقافية فقالت عنها "إنها ليست رواية بوليسية، بل حكاية مأساوية"، هذا فيما تحدث الصحفي الكندي ريني هوميي روي لإذاعة "هنا إذاعة كندا الأولى" عن شعوره بالقلق أثناء قراءة هذا الكتاب، لكنه في الوقت نفسه وصف هذا العمل الأدبي بأنه استثنائي ومنعش، وينصح، مع اقتراب عيد الميلاد، بإعطاء هذا الكتاب فقط للأشخاص الذين  لا يعانون من اضطرابات عقلية.
تعتبر هذه الرواية من أكبر الكتب الحاصلة على جائزة غونكور نجاحا، حيث بيعت منها أكثر من 500 ألف نسخة سنة نشرها، لتصل إلى مليون نسخة نهاية عام 2019، نجاح رواية أغنية هادئة تعكسها كذلك ترجمتها إلى حوالي أربعين لغة، واعتبرتها نيويورك تايمز ضمن الكتب العشرة الأفضل لعام 2018.
في نسختها الإنجليزية "التهويدة" المنشورة في الممكلة المتحدة، وصفتها الصحافية عايدة إدمريم في صحيفة الغارديان على أنها "مكتوبة بشكل أنيق". أما المؤلفة والروائية والصحافية والناقدة البريطانية سيليا والدن فقد شبهتها في صحيفة ديلي تلغراف برواية الزوجة المفقودة باعتبارهما معا من روايات الجريمة التي كتبتها النساء. هذه النسخة الإنجليزية وصفتها الناقدة "لوسي سكولز" من صحيفة ذي إندبندنت بأنها "الزوجة المفقودة" وبأنها "قصة مثيرة نفسيا وستجعل القراء على حافة مقاعدهم، وهي بالتأكيد لن تخيب آمالاهم".

## الجوائز
حصلت الرواية على جائزة غونكور لعام 2016، بعد أن تم اختيارها من قبل أعضاء أكاديمية غونكور ضمن القائمة القصيرة التي تضمنت ثلاث روايات أخرى هي: «الآخر الذي نعبد» لكاترين كيسيه و«متوحشون» لريجيس جوفري و«بلد صغير» لغايل فاي. تجدر الإشارة إلى أن أربع نساء فقط استطعن الفوز بجائزة غونكور خلال العشرين سنة الأخيرة. فاز هذا العمل كذلك سنة 2017 بالجائزة الكبرى لقراء مجلة إل صنف الرواية. كما حصلت على جوائز أخرى.

## الترجمات
ترجمت في الولايات المتحدة الأمريكية سنة 2018 تحت عناون "المربية المثالية" (بالإنجليزية The Perfect Nanny) وفي المملكة المتحدة تحت عنوان التهويدة، (بالإنجليزية: Lullaby) وقد فازت هذه النسخة التي ترجمها إلى الإنجليزية سام تايلور بجائزة "الكتاب الأول لهذا العام" سنة 2019.

## التحويل إلى فيلم
سنة 2019، تم تحويل الرواية إلى في فيلم من إخراج لوسي بورليتو و بطولة كارين فيلار وليلى بختي وأنطوان رينارتز ونويل رونو.

## أهم النسخ والترجمات
- أغنية هادئة. فرنسا: منشورات غاليمار. 18 غشت 2016. 240 صفحة ISBN 978-2-07-019667-8 [27]
- التهويدة. المملكة المتحدة: فابر وفابر. 11 يناير 2018. 224 صفحة  ISBN 978-0571337538 [28]
- المربية المثالية. الولايات المتحدة: دار بنغون للنشر 9 يناير 2018. 240 صفحة ISBN 978-0143132172 [29]

## وصلات خارجية
- عرض الرواية على موقع غاليمار
- في حديقة الغول